# Réserve écologique de la Chênaie-des-Îles-Finlay
La réserve écologique de la Chênaie-des-Îles-Finlay est située sur les îles Finlay, à l'extrémité ouest du lac Coulonge, près de Waltham. Ce site a pour but de protéger un peuplement de chênes à gros fruits, groupement forestier extrêmement rare au Québec, et également de protéger un échantillon des grandes îles sablonneuses caractéristiques de la rivière des Outaouais.

## Toponymie
Le nom de la réserve fait référence à la présence sur les îles Finlay d'un regroupement forestier qui est extrêmement rare au Québec : la chênaie de chêne à gros fruits (Quercus macrocarpa).

## Géographie
La réserve écologique de la Chênaie-des-Îles-Finlay est située dans la municipalité de Waltham, dans la municipalité régionale de comté de Pontiac en Outaouais. La réserve a une superficie de 94 ha et est située sur deux îles de la rivière des Outaouais désignées au plan cadastral comme étant les îles 52 et 54 du cadastre du canton de Waltham,.
Le socle rocheux des îles Finlay est constitué de roches sédimentaires de l'Ordovicien. Les roches présentes sont composées en majorité de calcaire, dolomie, mudrock et grès. Le socle rocheux n'exerce cependant aucune influence sur le sol qui est recouvert d'épais dépôt fluviaux du Quaternaire, comme le sable, le gravier et l'argile. L'île 54, la plus au sud, a vu ses dépôts remaniés par le vent avant d'être recouverts par la végétation.
Le climat est de type modéré, avec un régime de précipitations subhumide et une saison de croissance longue. La moyenne des températures annuelles oscille autour de 4,5 C° avec des précipitations de l'ordre de 1 065 mm par an et une saison de croissance de 201 jours.

## Milieu naturel

### Flore
Dans les terrains soumis aux crues annuelles, c'est l'érable argenté (Acer saccharinum) qui domine. Il est accompagné par le frêne de Pennsylvanie (Fraxinus pennsylvanica), le frêne noir (Fraxinus nigra), le chêne à gros fruits (Quercus macrocarpa) et l'orme d'Amérique (Ulmus americana). Quant au sous-bois, il est composé exclusivement d'onoclée sensible (Onoclea sensibilis). Hors de la zone des crues annuelles, la forêt est dominée par le chêne rouge (Quercus rubra), qui occupe les trois quarts des îles. Les parties les plus élevées des îles sont dominées par le chêne à gros fruits, qui est accompagné par l'érable argenté, le bouleau jaune (Betula alleghaniensis), le frêne noir, le noyer cendré (Juglans cinerea) et le tilleul d'Amérique (Tilia americana). Les dépôts éoliens sont finalement dominés par le pin blanc (Pinus strobus), le pin rouge (Pinus resinosa), le pin gris (Pinus banksiana).
Six espèces en péril sont présentes sur les îles Finlay. Cinq de ces espèces ont été observées dans les dépôt éoliens : le chêne blanc (Quercus alba), l'hudsonie tomenteuse (Hudsonia tomentosa), le souchet grêle (Cyperus lupulinus subsp. macilentus), le sporobole à fleurs cachées (Sporobolus cryptandrus) et la polygonelle articulée (Polygonum articulatum). Une sixième plante, la gratiole dorée (Gratiola aurea), est présente sur les plages des îles.

### Faune
Dix espèces de mammifères sont présentes sur les îles : l'écureuil roux (Tamiasciurus hudsonicus), le castor du Canada (Castor canadensis), rat musqué (Ondatra zibethicus), le cerf de Virginie (Odocoileus virginianus), le raton laveur (Procyon lotor), l'ours noir (Ursus americanus), la grande musaraigne (Blarina brevicauda), la musaraigne cendrée (Sorex cinereus), la souris sauteuse des champs (Zapus hudsonius), et la souris à pattes blanches (Peromyscus leucopus).
Durant les divers inventaires sur les îles, 44 espèces d'oiseaux ont été observées. Ces espèces sont le grand héron (Ardea herodias), la bernache du Canada (Branta canadensis), le canard branchu (Aix sponsa), le canard noir (Anas rubripes), la petite buse (Buteo platypterus), la buse à queue rousse (Buteo jamaicensis), le chevalier grivelé (Actitis macularius), le grand-duc d'Amérique (Bubo virginianus), le colibri à gorge rubis (Archilochus colubris), le martin-pêcheur d'Amérique (Megaceryle alcyon), le pic maculé (Sphyrapicus varius), le pic mineur (Picoides pubescens), le pic chevelu (Picoides villosus), le pic flamboyant (Colaptes auratus), le pioui de l'Est (Contopus virens), la moucherolle tchébec (Empidonax minimus), le tyran huppé (Myiarchus crinitus), le tyran tritri (Tyrannus tyrannus), le viréo à gorge jaune (Vireo flavifrons), le viréo mélodieux (Vireo gilvus), le viréo aux yeux rouges (Vireo olivaceus), le geai bleu (Cyanocitta cristata), la corneille d'Amérique (Corvus brachyrhynchos), la mésange à tête noire (Poecile atricapillus), la sittelle à poitrine rousse (Sitta canadensis), la sittelle à poitrine blanche (Sitta carolinensis), la grive fauve (Catharus fuscescens), le merle d'Amérique (Turdus migratorius), le jaseur d'Amérique (Bombycilla cedrorum), la paruline jaune (Setophaga petechia), la paruline à croupion jaune (Setophaga coronata), la paruline à gorge orangée (Setophaga fusca), la paruline des pins (Setophaga pinus), la paruline noir et blanc (Mniotilta varia), la paruline flamboyante (Setophaga ruticilla), la paruline des ruisseaux (Parkesia noveboracensis), le bruant familier (Spizella passerina), le bruant chanteur (Melospiza melodia), le cardinal à poitrine rose (Pheucticus ludovicianus), le carouge à épaulettes (Agelaius phoeniceus), le quiscale bronzé (Quiscalus quiscula), le vacher à tête brune (Molothrus ater), l'oriole de Baltimore (Icterus galbula) et le chardonneret jaune (Spinus tristis).
Aucune espèce de reptiles n'a été répertoriée sur les îles, mais des nids prédatés de tortues y ont été observés. Les amphibiens présents sur les îles sont la rainette crucifère (Pseudacris crucifer), la grenouille léopard (Lithobates pipiens), la grenouille verte (Lithobates clamitans), le ouaouaron (Lithobates catesbeianus), la rainette versicolore (Hyla versicolor), le crapaud d'Amérique (Anaxyrus americanus) et la salamandre à points bleus (Ambystoma laterale).
Bien que n'ayant pas été observé dans la réserve, deux tortues en péril, la tortue-molle à épines (Apalone spinifera) et la tortue géographique (Graptemys geographica), pourraient être présentes sur les îles.